# Dryade (oiseau)
Thalurania
Pour les articles homonymes, voir Dryade (homonymie).
Genre
Thalurania (n. f.) est un genre d'oiseaux-mouches qui portent le nom normalisé de dryades.

## Étymologie
Le terme dryade provient du nom des nymphes des bois dans la mythologie grecque appelées dryades.

## Systématique
Thalurania fannyi a été considérée un temps comme une espèce à part entière par les ornitholoques, mais il est maintenant prouvé qu'elle est conspécifique de Thalurania colombica, et n'est probablement qu'une variation clinale. Elle perd son statut d'espèce dans la version 3.4 (2013) de la classification de référence du Congrès ornithologique international.

### Liste d'espèces
D'après la classification de référence (version 14.1, 2024) du Congrès ornithologique international (ordre phylogénique) :
- Thalurania colombica – Dryade couronnée
- Thalurania furcata – Dryade à queue fourchue
- Thalurania watertonii – Dryade de Waterton
- Thalurania glaucopis – Dryade glaucope